# J-Kwon
J-Kwon (* 28. März 1986 in St. Louis, Missouri; bürgerlich Jerrell C. Jones) ist ein US-amerikanischer Rapper, der durch den Song Tipsy im Jahr 2004 internationale Bekanntheit erlangte.
Über das Label Arista veröffentlichte er sein Debütalbum Hood Hop.

## Diskografie

### Studioalben
| Jahr | Titel    | Höchstplatzierung, Gesamtwochen, AuszeichnungChartplatzierungen (Jahr, Titel, Platzierungen, Wochen, Auszeichnungen, Anmerkungen) | Höchstplatzierung, Gesamtwochen, AuszeichnungChartplatzierungen (Jahr, Titel, Platzierungen, Wochen, Auszeichnungen, Anmerkungen) | Höchstplatzierung, Gesamtwochen, AuszeichnungChartplatzierungen (Jahr, Titel, Platzierungen, Wochen, Auszeichnungen, Anmerkungen) | Anmerkungen                                             |
| Jahr | Titel    | DE | UK | US | Anmerkungen                                             |
| ---- | -------- | --- | --- | --- | ------------------------------------------------------- |
| 2004 | Hood Hop | DE78 (4 Wo.)DE | UK84 (5 Wo.)UK | US7 Gold · (21 Wo.)US | Erstveröffentlichung: 6. April 2004 Verkäufe: + 500.000 |

Weitere Studioalben
- 2009: Hood Hop 2
- 2009: Hood Hop 2.5
- 2010: J-Kwon

### Remixalben
- 2010: The Tipsy Remixes

### Mixtapes
- 2006: Here to Stay
- 2007: The Power of the Mic
- 2011: Celebration of Life
- 2015: Remember Me

### Singles
| Jahr | Titel Album         | Höchstplatzierung, Gesamtwochen, AuszeichnungChartplatzierungen (Jahr, Titel, Album, Platzierungen, Wochen, Auszeichnungen, Anmerkungen) | Höchstplatzierung, Gesamtwochen, AuszeichnungChartplatzierungen (Jahr, Titel, Album, Platzierungen, Wochen, Auszeichnungen, Anmerkungen) | Höchstplatzierung, Gesamtwochen, AuszeichnungChartplatzierungen (Jahr, Titel, Album, Platzierungen, Wochen, Auszeichnungen, Anmerkungen) | Anmerkungen                                                                                       |
| Jahr | Titel Album         | DE | UK | US | Anmerkungen                                                                                       |
| ---- | ------------------- | --- | --- | --- | ------------------------------------------------------------------------------------------------- |
| 2004 | Tipsy Hood Hop      | DE17 (16 Wo.)DE | UK4 Gold · (24 Wo.)UK | US2 Gold + Gold (Mastertone) · (30 Wo.)US                                                                                                | Erstveröffentlichung: 10. Februar 2004 Verkäufe: + 1.470.000                                      |
| 2004 | You & Me Hood Hop   | — | — | US58 (7 Wo.)US | Erstveröffentlichung: September 2004 feat. Sadiyyah                                               |
| 2006 | Fresh Azimis Wanted | — | — | US23 Gold · (20 Wo.)US | Erstveröffentlichung: 5. Januar 2006 Verkäufe: + 500.000; Bow Wow feat. J-Kwon und Jermaine Dupri |

Weitere Singles
- 2004: Hood Hop
- 2005: Get XXX’d (feat. Petey Pablo und Ebony Eyes)
- 2008: Boo-Boo (Holdin’ Me Down)
- 2009: Fly
- 2009: Louie Bounce (I Smacked Nikki) (feat. Gino Green)
- 2009: Tipsy ’09

## Auszeichnungen für Musikverkäufe
| Platin-Schallplatte - Australien - 2004: für die Single Tipsy |

Anmerkung: Auszeichnungen in Ländern aus den Charttabellen bzw. Chartboxen sind in ebendiesen zu finden.
| Land/RegionAuszeichnungen für Musikverkäufe (Land/Region, Auszeichnungen, Verkäufe, Quellen) | Gold     | Platin  | Verkäufe  | Quellen     |
| -------------------------------------------------------------------------------------------- | -------- | ------- | --------- | ----------- |
| Australien (ARIA)                                                                            | —        | Platin1 | 70.000    | aria.com.au |
| Vereinigte Staaten (RIAA)                                                                    | 4× Gold4 | —       | 2.000.000 | riaa.com    |
| Vereinigtes Königreich (BPI)                                                                 | Gold1    | —       | 400.000   | bpi.co.uk   |
| Insgesamt                                                                                    | 5× Gold5 | Platin1 |           |             |